# ポマレ4世
ポマレ4世（タヒチ語: Pōmare IV、1813年2月28日 - 1877年9月17日）は、タヒチ王国 ポマレ王朝第4代の女王。1827年に夭折した異母弟ポマレ3世の跡を継ぎ、14歳で王位を継承した。父はポマレ2世、母は側室のテレモエモエ。テレモエモエは姉のテリイタリアとともにポマレ2世に嫁し、自身は側室、姉は王后となった。したがってポマレ4世とポマレ3世は異母姉弟にして従姉弟同士の関係にあった。

## 来歴
即位当時は品行が悪く、モーレア島のタハアで臣下の者たちとの放蕩に耽る毎日を送っていたという。1831年にパペーテへと移り、タヒチ島を統治した。当時タポアという男と結婚していたがパペーテへ移ったことを契機として離婚に踏み切り、ポマレ・タネというファヒネ島の首長の息子と再婚し、1839年にポマレ5世を出産している。
1836年にはイギリス人宣教師プリットチャードの上申を鵜呑みにしてフランス人宣教師2人を国外追放するという事件を起こす。これはフランスにタヒチへ介入する口実を与えることとなってしまい、以降タヒチ島ではプロテスタントとカトリックの二つの宗派が布教活動を巡って対立を深めることとなっていった。1842年には摂政パライタの独断によりタヒチはフランスの保護国となる。ポマレ4世は条約書への署名を拒否してイギリスへ救援を依頼するもイギリスは静観を決め込んだため、ポマレ王朝は窮地に立たされることとなった。1844年3月21日、フランスの強引な保護国化に反発した首長らがフランス人兵士を殺害したことによりフランス・タヒチ戦争が勃発する。ポマレ4世はライアテア島に立て篭もって抗戦したが、物量に勝るフランスが徐々に戦線を有利に進めるようになり1848年12月18日にフランスの勝利で戦争は終結した。ポマレ4世は反乱軍首謀者として捕らえられ、パペーテへと連れ戻された。
フランス海軍省は高い人気を博し、元首として君臨していたポマレ4世を傀儡として担ぐことでタヒチの政権をコントロールしようと考え、1847年8月5日、ポマレ4世不在時に樹立した暫定政権を廃し、改めてポマレ4世を元首と認めたうえで保護条約を締結することを迫った。これによりタヒチ島はフランス保護国となり、以降1880年にフランスに併合されるまでこの体制が継続された。
1877年9月17日、ポマレ4世は心臓発作により死亡、王位は息子であるポマレ5世へと移った。